# Роберт Андрих
Роберт Андрих (Потсдам, 22. септембар 1994) је немачки професионални фудбалер који игра на позицији везног и одбрамбеног играча за бундеслигашки клуб Бајер Леверкузен и репрезентацију Немачке.

## Клупска каријера
Каријеру је започео у Херта Берлину, а затим је прешао у Динамо Дрезден и Вехен Визбаден. Јануара 2018. је најављено да ће се придружити Хајденхајму 1846 за сезону 2018—2019. После две сезоне је из Унион Берлина прешао у Бајер Леверкузен потписавши петогодишњи уговор до 2026. године.
Свој први гол у УЕФА Лиги шампиона је постигао 13. септембра 2022. у победи од 2:0 над Атлетико Мадридом током сезоне 2022—2023. Такође, 27. априла 2024. је постигао гол у деведесет шестој минуту надокнаде у нерешеном резултату 2:2 против Штутгарта, продуживши низ победа Бајера Леверкузена у свим такмичењима 2023—2024. Неколико дана касније, 2. маја, је постигао гол изван шеснаестерца у гостујућој победи над Ромом од 2:0 у првој утакмици полуфинала УЕФА Лиге Европе.
Његов ујак Фридер Андрих је такође био фудбалер који је играо у Првој лиги Источне Немачке.

## Репрезентативна каријера
Играо је за немачке омладинске репрезентације између 2011. и 2013. године.
Октобра 2023. је примио први позив у немачку сениорску репрезентацију за две пријатељске утакмице против Сједињених Америчких Држава и Мексика. Касније те године, 21. новембра, је дебитовао за репрезентацију у пријатељској утакмици против Аустрије.
Члан је репрезентације Немачке за Европско првенство 2024.

## Каријерна статистика

### Клупска
| Клуб             | Сезона    | Лига               | Лига | Лига   | Куп Немачке | Куп Немачке | Европа | Европа | Остало | Остало | Укупно | Укупно |
| Клуб             | Сезона    | Дивизија           | Ута. | Голови | Ута.        | Голови      | Ута.   | Голови | Ута.   | Голови | Ута.   | Голови |
| ---------------- | --------- | ------------------ | ---- | ------ | ----------- | ----------- | ------ | ------ | ------ | ------ | ------ | ------ |
| Херта Берлин II  | 2012—2013 | Регионална Нордост | 16   | 1      | —           | —           | —      | —      | —      | —      | 16     | 1      |
| Херта Берлин II  | 2013—2014 | Регионална Нордост | 22   | 2      | —           | —           | —      | —      | —      | —      | 22     | 2      |
| Херта Берлин II  | 2014—2015 | Регионална Нордост | 14   | 8      | —           | —           | —      | —      | —      | —      | 14     | 8      |
| Херта Берлин II  | Укупно    | Укупно             | 52   | 11     | —           | —           | —      | —      | —      | —      | 52     | 11     |
| Динамо Дрезден   | 2014—2015 | 3. Лига            | 13   | 0      | 1           | 0           | —      | —      | —      | —      | 14     | 0      |
| Динамо Дрезден   | 2015—2016 | 3. Лига            | 8    | 1      | —           | —           | —      | —      | 3      | 0      | 11     | 1      |
| Динамо Дрезден   | Укупно    | Укупно             | 21   | 1      | 1           | 0           | —      | —      | 3      | 0      | 25     | 1      |
| Вехен Визбаден   | 2016—2017 | 3. Лига            | 31   | 3      | —           | —           | —      | —      | 4      | 0      | 35     | 3      |
| Вехен Визбаден   | 2017—2018 | 3. Лига            | 28   | 4      | 2           | 0           | —      | —      | 2      | 1      | 32     | 5      |
| Вехен Визбаден   | Укупно    | Укупно             | 59   | 7      | 2           | 0           | —      | —      | 6      | 1      | 67     | 8      |
| Хајденхајм 1846  | 2018—2019 | 2. Бундеслига      | 25   | 4      | 2           | 0           | —      | —      | —      | —      | 27     | 4      |
| Унион Берлин     | 2019—2020 | Бундеслига         | 30   | 1      | 4           | 3           | —      | —      | —      | —      | 34     | 4      |
| Унион Берлин     | 2020—2021 | Бундеслига         | 29   | 5      | 2           | 0           | —      | —      | —      | —      | 31     | 5      |
| Унион Берлин     | 2021—2022 | Бундеслига         | 0    | 0      | 1           | 0           | —      | —      | —      | —      | 1      | 0      |
| Унион Берлин     | Укупно    | Укупно             | 59   | 6      | 7           | 3           | —      | —      | —      | —      | 66     | 9      |
| Бајер Леверкузен | 2021—2022 | Бундеслига         | 26   | 4      | 1           | 0           | 5      | 3      | —      | —      | 32     | 7      |
| Бајер Леверкузен | 2022—2023 | Бундеслига         | 29   | 2      | 1           | 0           | 11     | 1      | —      | —      | 41     | 3      |
| Бајер Леверкузен | 2023—2024 | Бундеслига         | 28   | 4      | 6           | 1           | 11     | 1      | —      | —      | 45     | 6      |
| Бајер Леверкузен | Укупно    | Укупно             | 83   | 10     | 8           | 1           | 27     | 5      | —      | —      | 118    | 16     |
| Укупно           | Укупно    | Укупно             | 299  | 39     | 20          | 4           | 27     | 5      | 9      | 1      | 355    | 49     |

### Репрезентативна
| Репрезентација | Година | Утакмица | Голови |
| -------------- | ------ | -------- | ------ |
| Немачка        |        |          |        |
| 2023           | 1      | 0        |        |
| 2024           | 7      | 0        |        |
| Укупно         | Укупно | 8        | 0      |

## Успеси

### Бајер Леверкузен
- Бундеслига: 2023—2024.[12]
- Куп Немачке: 2023—2024.